# اندریاس کرونتالر
اندریاس کرونتالر (انگلیسی: Andreas Kronthaler؛ زادهٔ ۱۱ مارس ۱۹۵۲) تیرانداز اهل اتریش است.